# Casino de Lisboa
Le Casino Lisboa ou Casino de Lisboa est un casino localisé dans le Parque das Nações (Parc des Nations) dans la ville de Lisbonne au Portugal. Il a été inauguré et ouvert au public le 19 avril 2006.
Il est installé dans l’espace anciennement occupé par le Pavillon du Futur de l’Exposition Universelle de 1998, actuellement le Parque das Nações, et dispose d’une salle de concert, l’Auditorium des Océans. Le bâtiment a été initialement conçu par l’architecte Paula Santos, ainsi que Miguel Guedes et Rui Ramos.

## Description
A son ouverture le casino avait 800 machines à sous et 21 tables de jeux. Trois ans plus tard il compte 1000 machines à sous et 28 tables de jeux, 4 bars, 3 restaurants et un théâtre de 600 places. Le casino est ultramoderne, le bar est en colimaçon et il pivote ; des spectacles suspendus au-dessus du bar sont proposés régulièrement.
Aux termes de la loi sur les jeux et du contrat de concession en vigueur, 50 % des recettes brutes des jeux reviennent à l’État portugais.

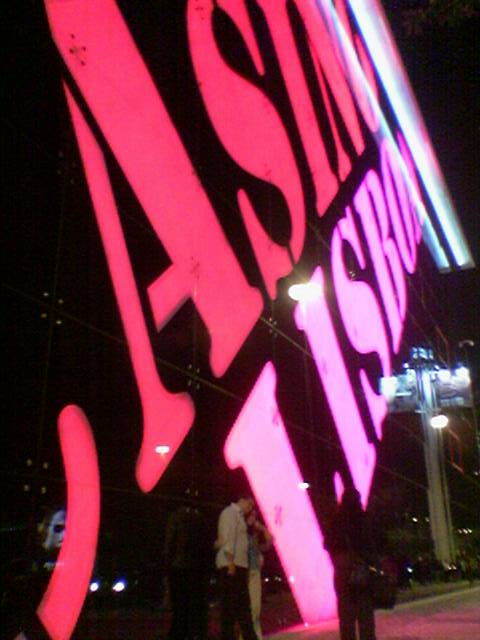
Façade du Casino Lisboa